# Palais archiépiscopal de Séville
Le Palais archiépiscopal de Séville (en espagnol, Palacio arzobispal de Sevilla) est un palais situé à Séville, en Andalousie. Bâti essentiellement aux XVIIe et XVIIIe siècles, il est l’un des meilleurs représentants de l’architecture baroque de la ville, et forme avec la Cathédrale dont il est voisin, un des plus beaux paysages urbains de Séville. Il est le siège de l’archidiocèse de Séville, et est actuellement la résidence de l’archevêque Carlos Amigo Vallejo.
Connu pour la qualité de son architecture, il renferme également un volumineux fonds documentaire, ainsi que d’importantes collections artistiques, qui en font la troisième pinacothèque de la capitale andalouse. Le bâtiment est classé Monument national depuis 1969.

## Histoire

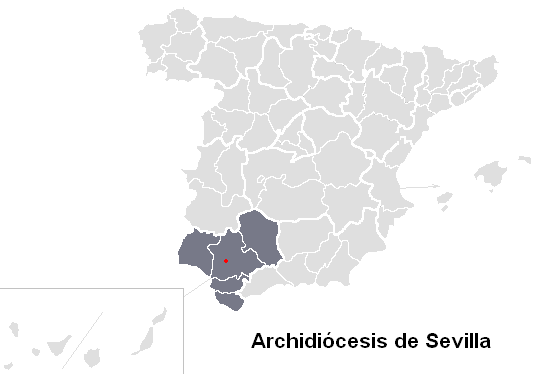
Situation actuelle de l'archidiocèse de Séville

L’histoire du palais est intimement liée à celle du christianisme à Séville. L’évêché de Séville apparaît au IIIe siècle, et devient archevêché au IVe siècle. C’est à l’époque wisigothique qu’il connaît sa période de splendeur maximale, lorsque sont désignés archevêques Léandre de Séville puis son frère Isidore, qui font de la ville un important centre culturel en Occident.
Avec l’arrivée des Musulmans en 711, le christianisme entame un lent déclin dans la ville, qui voit disparaître ses institutions épiscopales en 1145. Après la conquête de la ville par Ferdinand III de Castille en 1248, l’archidiocèse est rétabli par la monarchie. Philippe, le cinquième fils de Ferdinand en est le premier titulaire, jusqu’en 1257. C'est toutefois Raymond de Losana, son successeur, qui organise l’archidiocèse et lui restitue tout son prestige, en s’opposant aux prétentions perpétuelles du puissant archevêque de Tolède.
L’emplacement du palais actuel est occupé depuis l’époque romaine. Des thermes romains s’y élevaient. À l’époque Almohade, alors que le calife Abu Yaqub Yusuf fait bâtir une nouvelle Grande mosquée, des maisons sont édifiés à cet endroit. La parcelle est postérieurement léguée par Ferdinand III à Raymond de Losana, encore évêque de Ségovie à l’époque, afin que celui-ci s’établisse dans la cité. Lorsqu’il est élu archevêque de Séville, la palais qu’il fait construire intègre le patrimoine de l’archevêché. Il n’en reste rien ou presque aujourd’hui.
Jusqu’au XVIe siècle, le palais connaît différentes phases d’agrandissement. C’est dès lors qu’est fixée la structure actuelle, qui s’articule autour de deux grands patios, décorés aux XVIIe et XVIIIe siècles. Au XVIIIe siècle est entreprise la construction de la superbe façade baroque sous la direction des architectes Lorenzo Fernández de Figueroa y Diego Antonio Díaz. Durant la invasion française de Napoléon Bonaparte au début du XIXe siècle, le palais, transformé en siège du Commandement Général de l’Armée, est occupé par le Maréchal Soult et ses officiers. Quelques années plus tard, les Ducs de Montpensier y résidèrent, alors qu’ils faisaient réaliser des travaux au Palais de San Telmo.
Hormis ces quelques occupants passagers, le palais est demeuré la propriété de l’Archevêché depuis le Moyen Âge et n’a pas subi de modification importantes depuis les grands travaux de l’époque baroque.

## Description

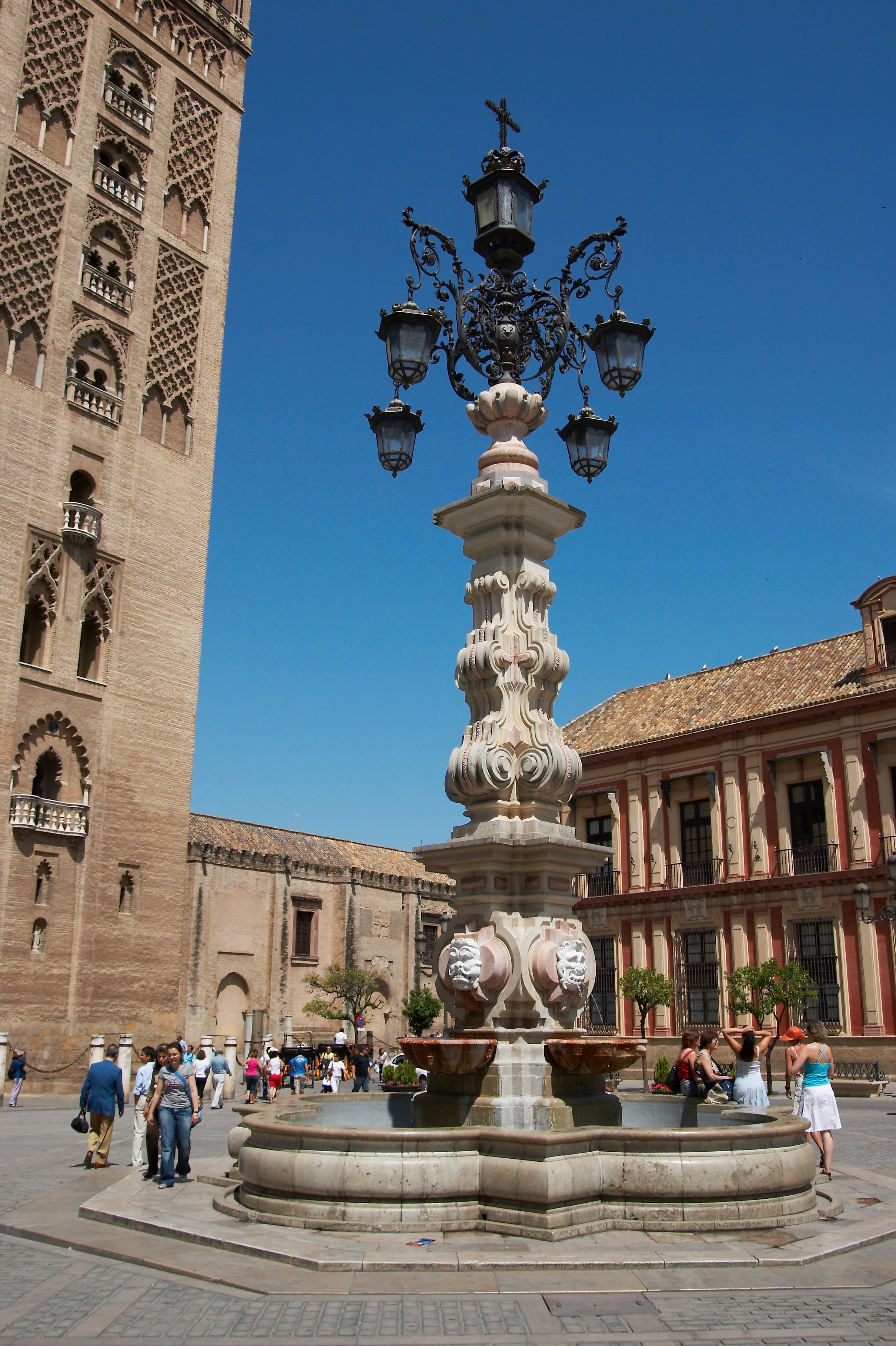
La Plaza Virgen de los Reyes, la Giralda et le Palais archiépiscopal

Le Palais archiépiscopal occupe un vaste espace de 6 700 m2 en plein cœur de Séville. Situé sur la Place de la Vierge des Rois (la Plaza Virgen de los Reyes), il est placé en face de la Giralda et de la Cathédrale, et non loin de l’Alcázar et des Archives générales des Indes. Il forme avec ces différentes constructions le centre monumental de Séville, qui constitue un des plus beaux panoramas urbains de la cité andalouse.
Le bâtiment se présente sous la forme d’un vaste quadrilatère, organisé autour de deux magnifiques patios à arcades de style maniériste. La façade principale, orientée vers la Plaza Virgen de los Reyes, est très représentative de l’architecture baroque sévillane, et n’est pas sans rappeler celle du Palais de San Telmo. Composée de deux étages surmontés d’un toit à deux versants recouverts de tuiles et orné de deux lucarnes, elle est scandée par une succession de fenêtres rectangulaires, ornées de grilles en fer forgé au premier niveau et de balustrades en ferronnerie au second. Chacune de ces ouvertures est dotée d’un robuste encadrement, et prend place dans un cadre fermé par des doubles pilastres. Ces éléments ornementaux sont peints de couleur ocre, tandis que le fond de la façade est de couleur rouge (sang de taureau).
C’est le portail principal qui retient toutefois le plus l’attention. De facture clairement baroque, il s’ordonne selon les canons de l’époque. Construit en pierre, il comprend deux niveaux d’élévation : un niveau d’accès au palais, et un balcon. Le tout constitue une magnifique composition mêlant colonnes de divers ordres, stucs et moulures, statuaire, représentations allégoriques et héraldiques,… Il est surmonté d’une haute croix en fer forgé.
Les pièces du rez-de-chaussée sont ordonnées autour des deux patios. On accède aux splendides salons du niveau supérieur par un très bel escalier en marbre poychrome, exécuté au XVIIe siècle par Fray Manuel Ramos, et décoré de peintures murales par Juan de Espinal. Les salles du premier étage se distinguent par leur fastueuse décoration. Les plafonds ont été peints par Antonio Mohedano (es) en 1604 et représentent des scènes de l’Apocalypse et à la gloire de l’Église .

## Patrimoine artistique et culturel
Le Palais archiépiscopal renferme une volumineuse collection d’œuvres d’art, inventoriées en 1979 par Valdivieso et Serrera. Les 296 peintures répertoriées à cette occasion font du palais la troisième pinacothèque de la ville après le Musée des beaux-arts et la Cathédrale. Il s’agit d’œuvres exécutées du XVIe au XXe siècle, le noyau de la collection étant constitué de réalisations baroques commandées lors des grandes campagnes de construction du monument. Les productions les plus prestigieuses sont signées de Zurbarán, Murillo (notamment La Virgen entregando el Rosario a Santo Domingo et La Inmaculada con Fray Juan de Quirós ), Herrera le Vieux, Pacheco.
Le palais des archevêques conserve par ailleurs un exceptionnel fonds documentaire, au sein des Archives générales de l’archevêché et de la bibliothèque. Les documents, dont les plus anciens remontent au XIVe siècle, concernent l’action pastorale et institutionnelle de l’archevêché. Les fonds sont en cours de classement depuis 1972, depuis 1991, sous l’égide de la Institución colombina, organisation chargée de la gestion de la Bibliothèque du chapitre cathédral (Biblioteca capitular), de la Bibliothèque colombine (Biblioteca colombina), des Archives de la cathédrale (Archivo de la catedral), des archives et de la Bibliothèque de l’archevêché. Sont conservés dans ces fonds archiépiscopaux plus de 13 000 liasses d’archives, 300 parchemins, près de 800 livres, sur plus de 2500 mètres de rayonnage.